# Окситания (историческая область)

Лангедокский крест, часто используемый окситанскими активистами

Оксита́ния (окс. Occitània [utsiˈtanjɔ, uksiˈtanjɔ, usi'tanjɔ, ukʃiˈtanjɔ, uksiˈtanja]) — название историко-культурной области на юге Франции и небольшой части Испании и Италии; в основном соответствует южной половине Франции. Регионообразующий фактор — территория распространения окситанского языка, ядро региона — историческая область Аквитания.
В регион, как правило, включают:

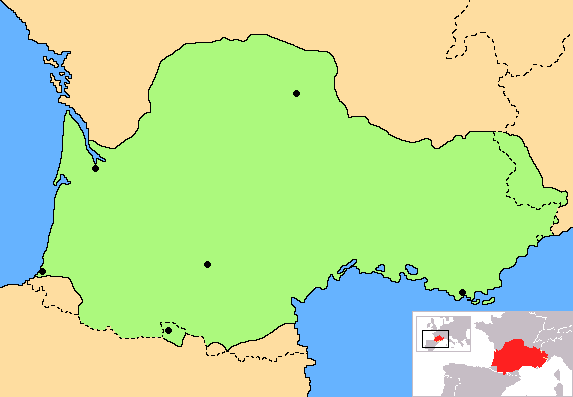
Карта Окситании

Граница Окситании в пределах Франции, Испании и Италии

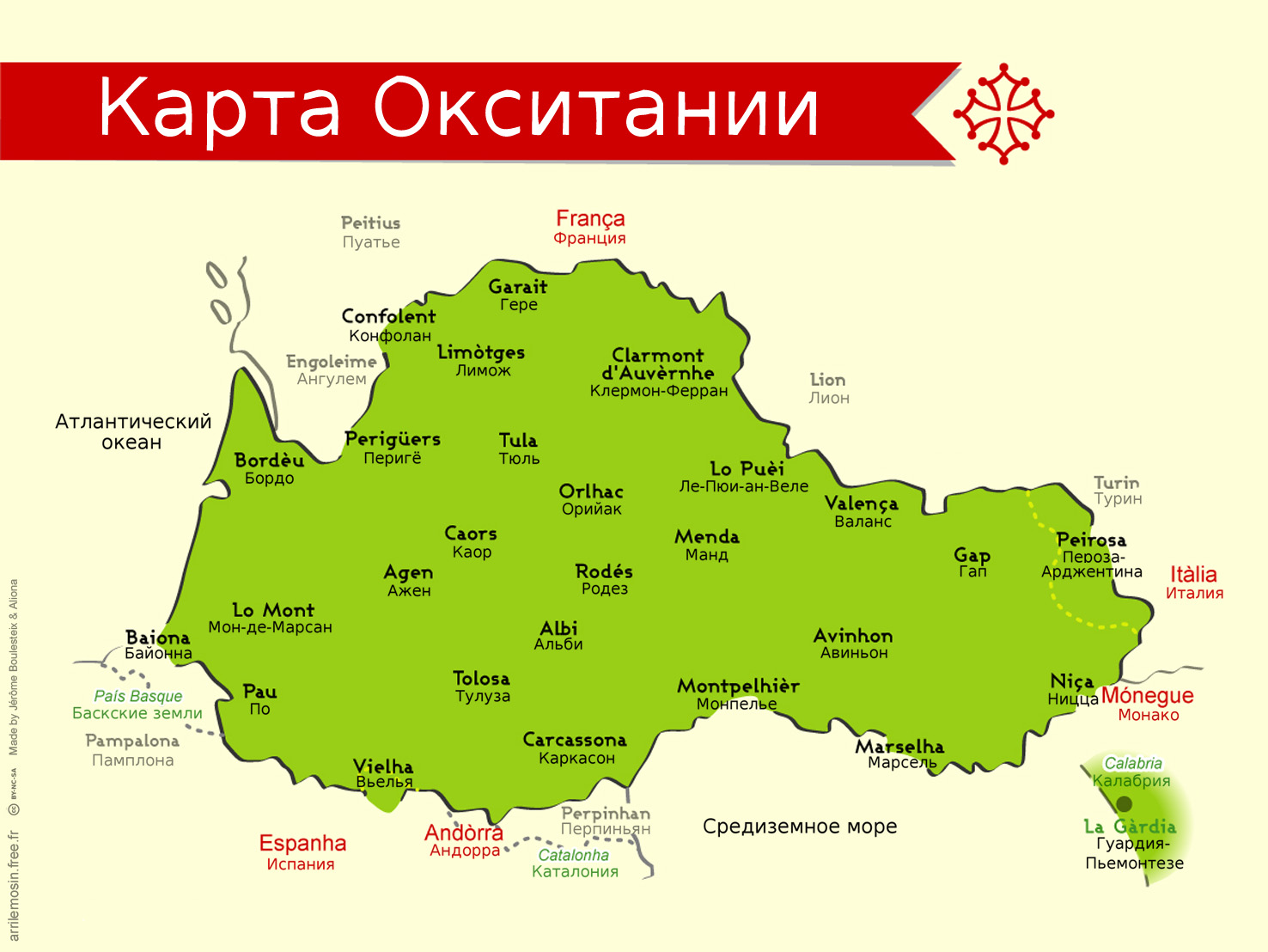

- юг Франции: Прованс, Дром — Виваре, Овернь, Лимузен, Гиень, Гасконь и Лангедок;
- окситаноязычные долины в итальянских Альпах, где в 1999 году окситанский язык получил статус официального: 14 пьемонтских долин в провинциях Кунео и Турин, а также отдельные местечки в Лигурии (провинция Империя) и местечко Гуардия-Пьемонтезе в административном регионе Калабрия (провинция Козенца);
- Валь-д’Аран в испанских Пиренеях, где окситанский стал официальным языком в 1987 году;
- Княжество Монако.

После окончания Второй мировой войны на юге Франции появились организации, занимающиеся продвижением окситанского языка и культуры, увеличилось число активистов, занимающихся сохранением и изучением регионального своеобразия.
В 1959 году возникла первая региональная политическая партия, выступающая за независимость Окситании — Партия окситанской нации. В 1987 году была создана менее радикальная Окситанская партия, выступающая за автономию Окситании.